# Филевич, Иван Порфирьевич
Иван Порфирьевич Филевич (1856—1913) — российский историк и публицист украинского происхождения.

## Биография
Родился 20 августа (1 сентября) 1856 года в семье сельского греко-католического священника, который был вызван из Галиции в Холмщину «для располячения холмского населения и сближения его с русской церковью». Мать была полькой римско-католического вероисповедания, которая придерживалась польских патриотических взглядов.
В 1875 году окончил Бельскую классическую гимназию и поступил на историко-филологический факультет Санкт-Петербургского университета. После окончания в 1879 году университетского курса он некоторое время преподавал  в Санкт-Петербурге: русский язык — в 1-м реальном училище (1879—1885); историю и словесность — в гимназии Человеколюбивого общества. В 1890 году защитил магистерскую диссертацию «Борьба Польши и Литвы-Руси за галицко-владимирское наследие» и был направлен в Варшавский университет, где занял должность экстраординарного профессора на кафедре западно-русской истории. 
Дважды ездил в командировку в Австро-Венгрию, где ознакомился со свидетельствами о русском населении в Венгрии и Трансильвании, а также посетил предположительно русское поселение близ Германштадта — те деревни, в которых аббат Иосиф Едер застал ещё в XVIII веке жителей, именовавшихся русскими. На основании местных названий в румынском и мадьярском языках и на основании упоминания русских местностей и лиц в документах XIV и XV веков, он установил наличие русского элемента в Трансильвании ещё в средних веках.  
Материал, собранный во время поездок в Австро-Венгрию, послужил основой для докторской диссертации Филевича — «История древней Руси. Т. I. Территория и население» (1896). В своей диссертации И. Филевич доказывал, что в основе дошедшего до нас текста «Повести временных лет» лежит древнейшая «повѣсть» о начале Руси — «Повѣсть о русской землѣ», которая была создана не в XI или XII веке, а в первой половине X века, так как начальная повесть о Руси «не доходила до крещения, не имела даже в виду дойти до него». Эту точку зрения вслед за Филевичем развивал Н. К. Никольский. Начальная часть летописи, «повесть откуда пошла русская земля», согласно Филевичу, не имела вида погодных записей, а представляла собой рассказ «о дунайской родине, её тяжёлой судьбе и великом, всеславянском значении». Также Филевич заметил пробел во всех списках Начальной летописи, совпадающий с началом княжения Игоря: «одинаково крупный перерыв на втором десятке Х-го века» — «до 940-х годов, а с этого времени летописная сеть всех сводов вообще совпадает». Конец княжения Олегова составляет грань в общем расположении летописного материала. Сказание о переходе русского имени с Дуная и Карпат в Киев на Днепр было главной задачей «Повести о русской земле».
После защиты диссертации Филевич был утверждён ординарным профессором и продолжал заниматься изучением истории Карпатской Руси. В 1902 году начал издавать «Обзор новейшего периода галицко-русской жизни. 1772—1900» — сочинение, которое не было окончено: доведено до 1860 года, «до начала примирения австро-польского и до вступление в австрийское правительство графа Голуховского».
Был членом различных обществ: Петербургского славянско-благотворительного, Западно-русского общества, Московского археологического общества. Во время перерыва в работе университета, в годы первой русской революции, Филевич переехал в Санкт-Петербург. В 1908 году вышел в отставку и стал сотрудником газеты Новое время.
Филевич придерживался монархических убеждений, состоял в старейшей монархической партии России — «Русском собрании», участвовал в монархических съездах, в частности в съездах «правых профессоров». Кроме того, состоял в Варшавском отделе Союза 17 октября, от которого выдвигался кандидатом русского населения во время выборов в первую Государственную думу, но не набрал нужного числа голосов. Филевич выступал против революционных и сепаратистских идей, в частности против «украинского движения». Уделяя большое внимание изучению проблем малорусских окраин Империи, он пришёл к выводу, что главную опасность этого движения составляет не столько распространение идей сепаратизма среди народа, сколько его демонстративное значение для внешних врагов России. В 1912 году, в своём докладе на заседании петербургского «Западно-русского общества» на тему «Украинофильство как фактор разложения России», Филевич предположил, что украинское движение может быть использовано Австрией в будущей войне против России.
Умер 7 (20) января 1913 года.